# Alosza Popowicz

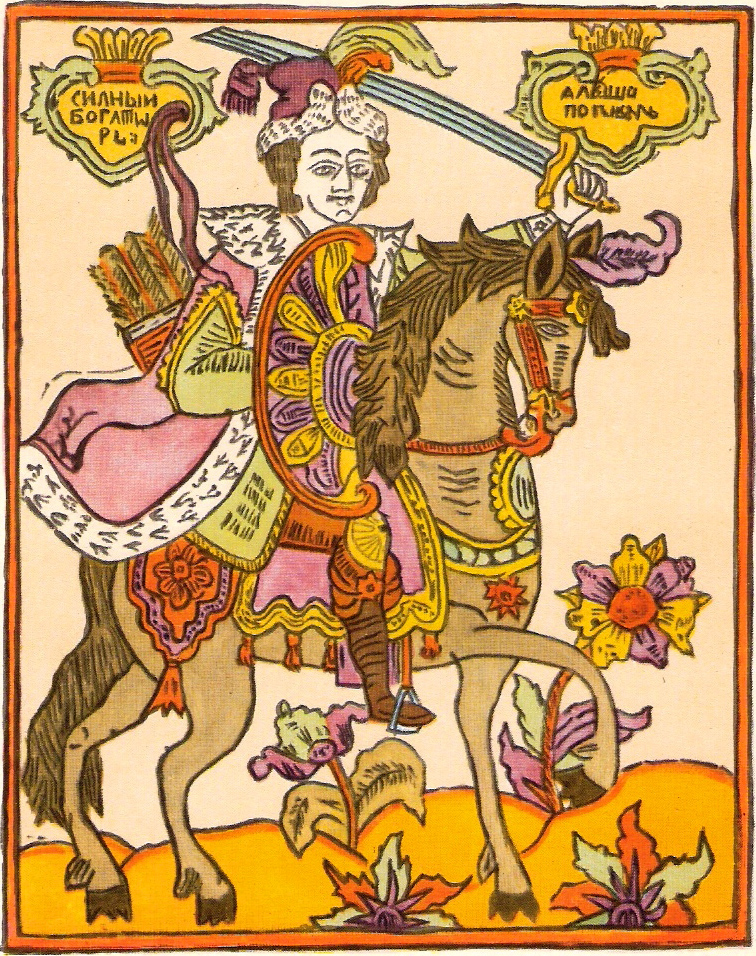
Silny bohater Alosza Popowicz. Łubok.

Alosza Popowicz (ros. Алёша Попович, ukr. Олешко Попович, Ołeszko Popowycz) – postać fikcyjna, bohater ruskich bylin. Występuje jako jeden z trzech wielkich legendarnych ruskich wojów obok Ilji Muromca i Dobryni Nikiticza. Miał być synem popa Leontija z Rostowa. Natychmiast po przyjściu na świat potrafił jeździć konno i posługiwać się bronią.
Alosza był dzielnym, wytrwałym i wesołym, ale jednocześnie podstępnym, pysznym i kłamliwym drużynnikiem kniazia Władimira (utożsamianego z Włodzimierzem Wielkim). Do największych czynów Aloszy należały zabicie smoka Tugarina (zob. żmij) oraz potwora Skima. Znany był również z miłosnych niepowodzeń. Nie udało mu się uwieść żony Dobryni Nikiticza, a zaloty do siostry braci Zbrodowiczów przypłacił śmiercią.
Pierwowzorem postaci Aloszy mógł być Aleksander, syn rostowskiego duchownego, który poległ w walce z Tatarami nad Kałką w 1223 roku. Z drugiej jednak strony byliny dotyczące postaci Aloszy zawierają motywy dotyczące walk z Połowcami z XI-XII wieku.
W 2004 roku wyprodukowany został film animowany Alosza Popowicz i wąż Tugaryn (ros. Алёша Попович и Тугарин змей, Alosza Popowicz i Tugarin zmiej), który w komediowej konwencji przedstawia legendę o Popowiczu.